# 마나 셰티
Request error occurred:

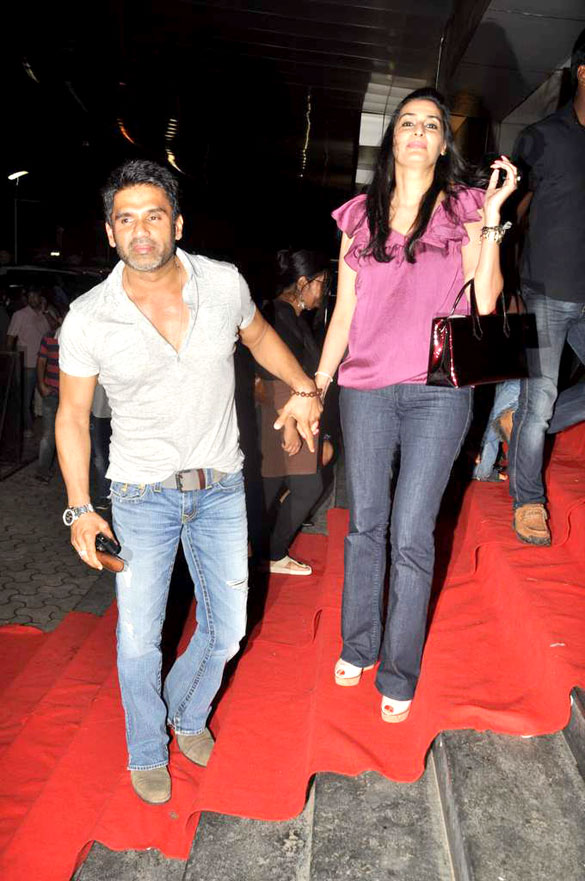
수닐 셰티와 마나 셰티

마나 셰티(영어: Mana Shetty, 1965년 8월 ~ )는 인도의 패션 디자이너, 자선가이다. 세이브 더 칠드런 인도 지부(Save The Children India)의 신탁 관리자를 맡고 있다.
1991년 배우 수닐 셰티(Sunil Shetty)와 결혼했으며 슬하에 2명의 자녀(아티야 셰티(Athiya Shetty, 1992년 11월 5일 ~ ), 아한 셰티(Ahan Shetty, 1996년 1월 15일 ~ ))를 두었다.